# Мовшевич, Зяма Моисеевич
Зяма Моисеевич Мовше́вич — советский инженер.

## Биография
Родился 10 ноября 1914 года в Нежине. Член КПСС.
Образование высшее (окончил Киевский политехнический институт)
С 1940 года — на хозяйственной, общественной и политической работе.
- В 1940 году — инженер на заводе имени В. Володарского.[1]
- В 1940—1953 годах — инженер в станкостроительном КБ отдела главного механика, заместитель начальника конструкторского отдела на Горьковском машиностроительном заводе № 92 им. И. В. Сталина.[1]
- В 1953—1986 годах — начальник проектного отдела, ведущий инженер в опытном конструкторском бюро машиностроения им. И. И. Африкантова.[1]

Умер 17 июля 2007 года в Нижнем Новгороде .

## Награды и премии
- Сталинская премия второй степени (1951) — за участие в проектно-конструкторских работах по заводам № 2 и 4.
- Государственная премия СССР (1969) — за создание установок и реакторов для подводных лодок второго поколения
- Государственная премия СССР (1985) — за участие в создании корабельной ядерной энергетической установки КН-3)[1]